# Casa Calvet

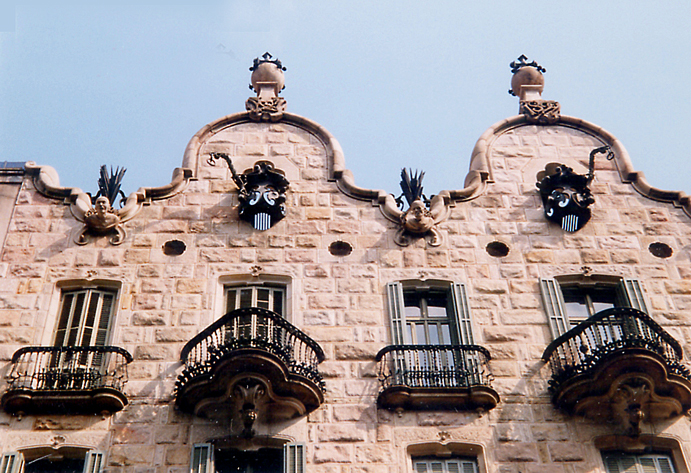

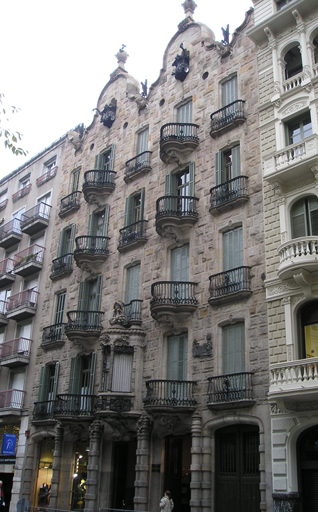

Casa Calvet is een gebouw aan de Carrer de Casp in de wijk Eixample in Barcelona. De architect Antoni Gaudí i Cornet kreeg voor dit gebouw een onderscheiding van de gemeente Barcelona. Alhoewel dit gebouw een van de minst opvallende werken van Gaudí is, zijn er wel duidelijk symbolische ornamenten te zien binnen het gebouw.
Oorspronkelijk gebouwd voor de textielfabrikant Andreu Calvet, diende het gebouw als zowel een commercieel pand (in de kelder en op de begane grond) als een woonhuis.
Leerlingen van Gaudí zijn het erover eens dat dit gebouw het meest conventionele is van al zijn werken, deels vanwege het feit dat het in de stijl moest zijn van de oude omringende gebouwen, alsmede het feit dat de wijk waarin het gebouwd werd toentertijd zeer luxueus was. De toegepaste symmetrie, balans en herhaling van vormen zijn ongewoon voor Gaudí's werken.
Enkele moderne elementen zijn de welvingen, dubbele gevelspits, barokke erkers en verscheidene kleine verborgen details. Uitstekende balkons worden afgewisseld met kleinere balkons. De kolommen aan weerszijden van de ingang lijken op klossen of spoelen, wat het werk van de eigenaar symboliseerde.
Lluís Permanyer beweert dat de "galerij op de begane grond het meest opmerkelijke aspect is van de voorgevel; een gewaagde afwisseling in het gebruik van verwrongen ijzer en steen, waarin decoratieve historische elementen zijn te onderscheiden, zoals een cipres, olijfboom, cornucopia, en het Catalaanse wapenschild".
De drie gebeeldhouwde hoofden bovenin slaan ook terug op de eigenaar: eentje is Sant Pere Màrtir Calvet i Carbonell (de vader van de eigenaar) en de twee anderen zijn beschermheiligen van Vilassar de Mar, Calvets geboorteplaats.